# Лизен-Майер, Александр
Александр фон Лизен-Майер (нем. Alexander von Liezen-Mayer, венг. Liezen-Mayer Sándor; 24 января 1839, Дьёр — 19 февраля 1898, Мюнхен) — венгерский художник, график и иллюстратор. Жил и работал в Австро-Венгрии и в Германии.

## Жизнь и творчество
Первоначально был художником-самоучкой, работал над интерьерами помещений и декорациями. В 1855 году при помощи дяди поступил в венскую Академию изящных искусств. В академии учителями Александра стали Карл фон Блаас и Иоганн Непомук Гейгер, юноша специализировался на исторической живописи. После учёбы в венской Академии молодой художник продолжил обучение в Художественной академии Мюнхена. Там Александр фон Лизен-Майер копировал античные произведения, посещал художественные занятия живописца Германа Аншютца и с 1862 года работал в мастерской Карла Теодора фон Пилоти. В 1867 году Александр окончил свои занятия в Академии и начал работать как портретист. Первой его крупной картиной на историческую тематику была «Королева Мария Венгерская с её матерью Елизаветой у могилы Людвига Великого в 1365 году». В 1870 году мастер уехал в Вену и там написал портреты императора Францы-Иосифа I и его придворных. В 1872 году художник вернулся в Мюнхен. В 1880 году по приглашению директора штутгартской Академии изящных искусств приехал в Штутгарт, в 1883 вернулся в Мюнхен. Там Александр фон Лизен-Майер вплоть до своей кончины в 1889 году служил профессором по классу исторической живописи в местной Академии художеств. Среди его учеников в Мюнхене и Штутгарте можно назвать такие имена, как Михаэль Зено Димель, Отто Грейнер, Отто Гётце, Гебхарт Фугель, Фриц Кунц, Макс Бернут.
В своих исторических работах художник отражает события своей родины, Венгрии, и часто использует для этого известные женские образы. Портреты работы Александра фон Лизен-Майера — это в первую очередь портреты его матери, его друга, живописца Александра фон Вагнера, архиепископа Эстергомского Яноша Симора. В 1872 году он иллюстрирует драму Шекспира «Цимбелин» и гётевского «Фауста». Его полотно «Канонизация святой Елизаветы Тюрингской» в 1865 году было награждено первой премией конкурса Академии художеств.

## Галерея

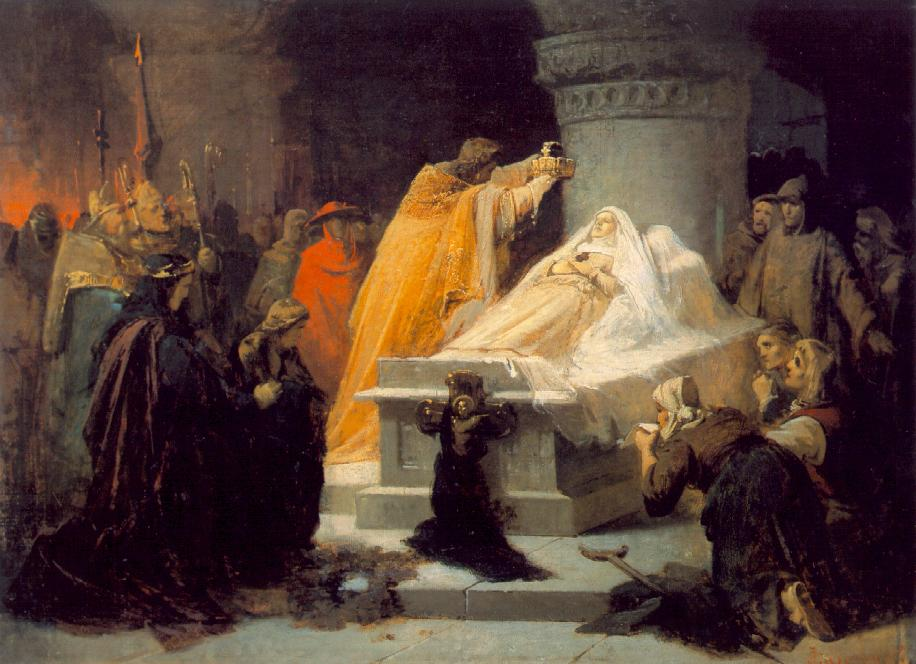
Святая Елизавета Венгерская, год 1235
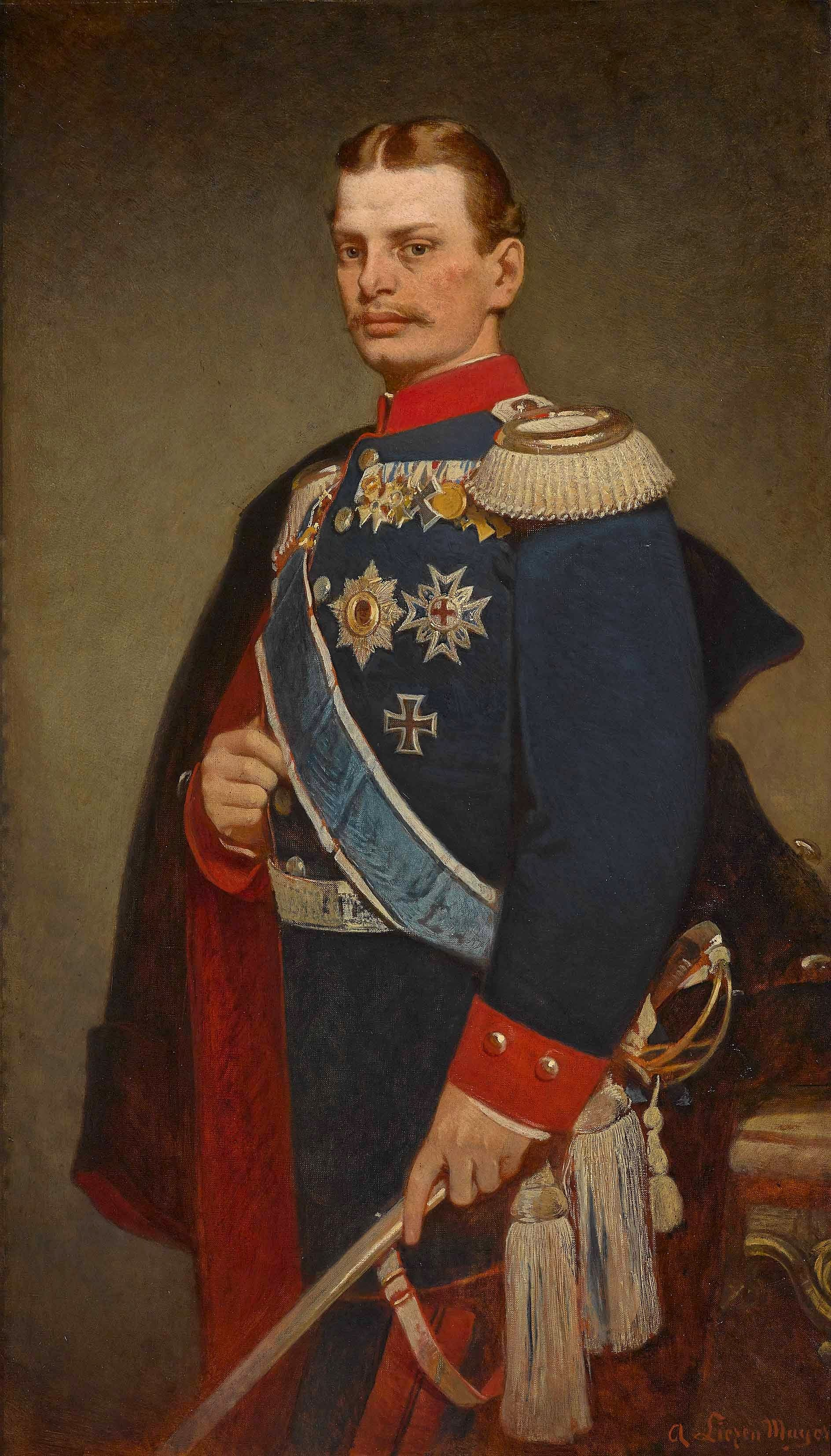
Портрет принца Леопольда Баварского
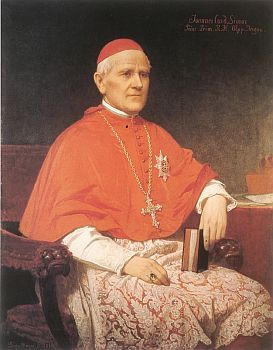
Епископ Янош Симор
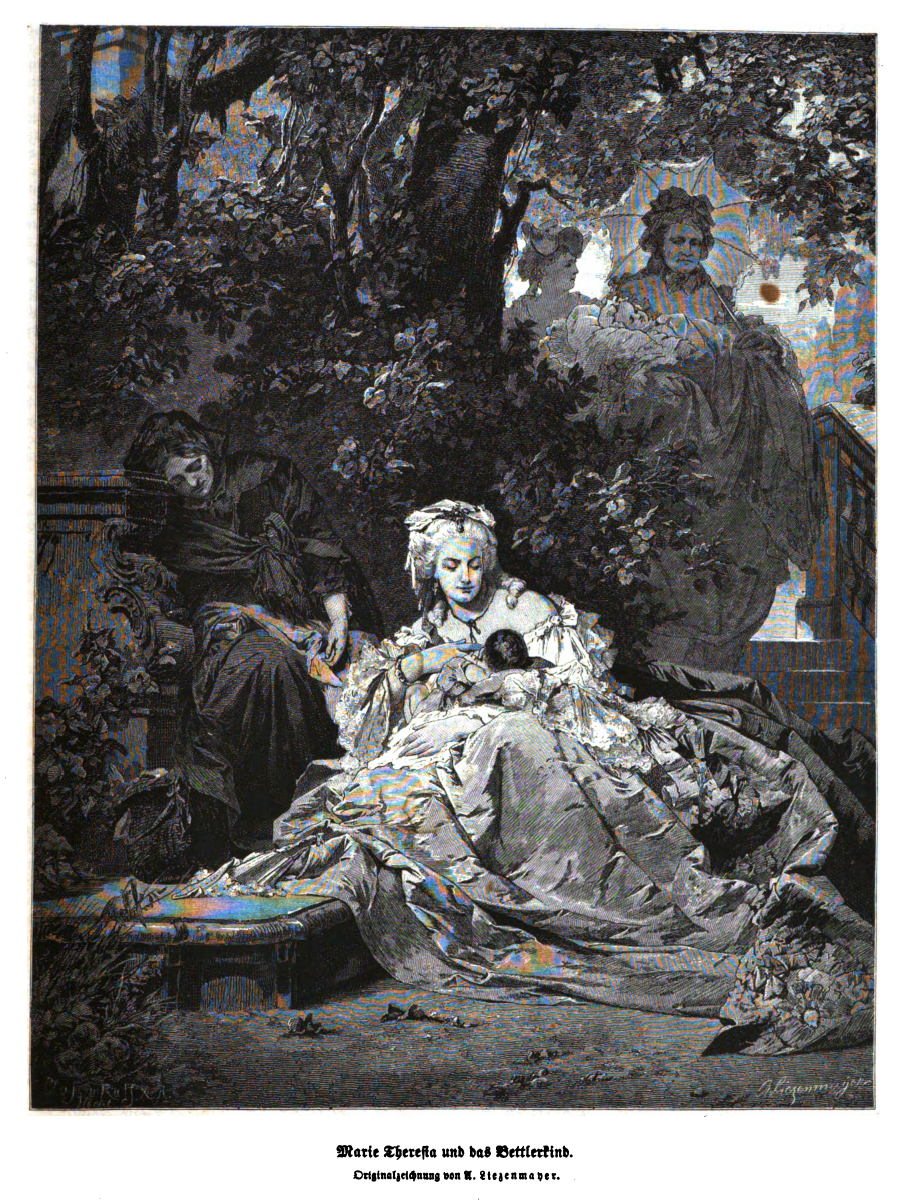
Мария Терезия и ребёнок нищенки
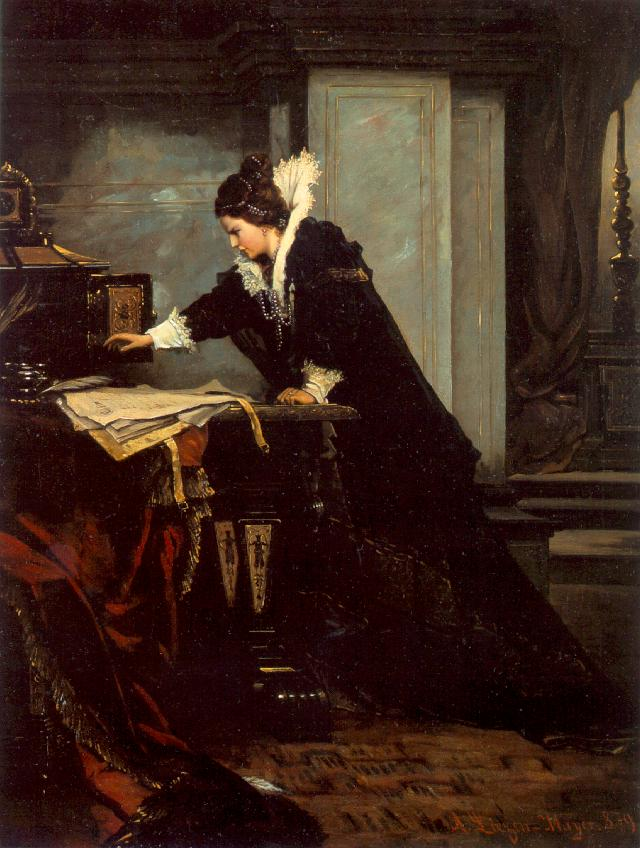
Королева Елизавета подписывает смертный приговор Марии Стюарт (1873)
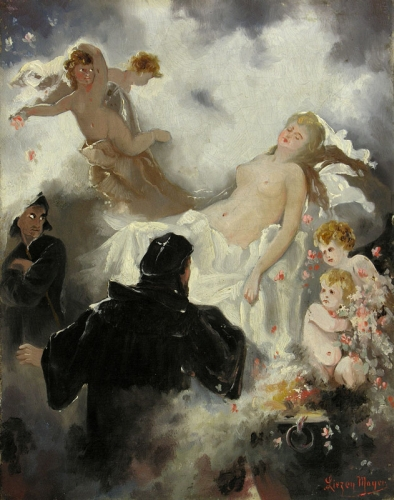
Венера и Тангейзер
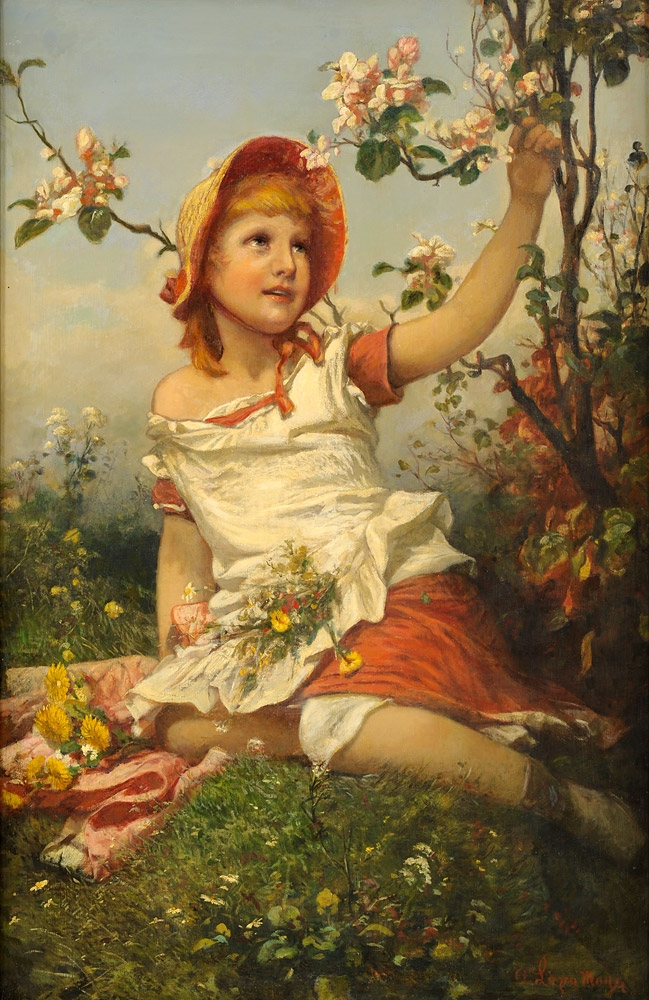
Весенние радости